# CLP Group

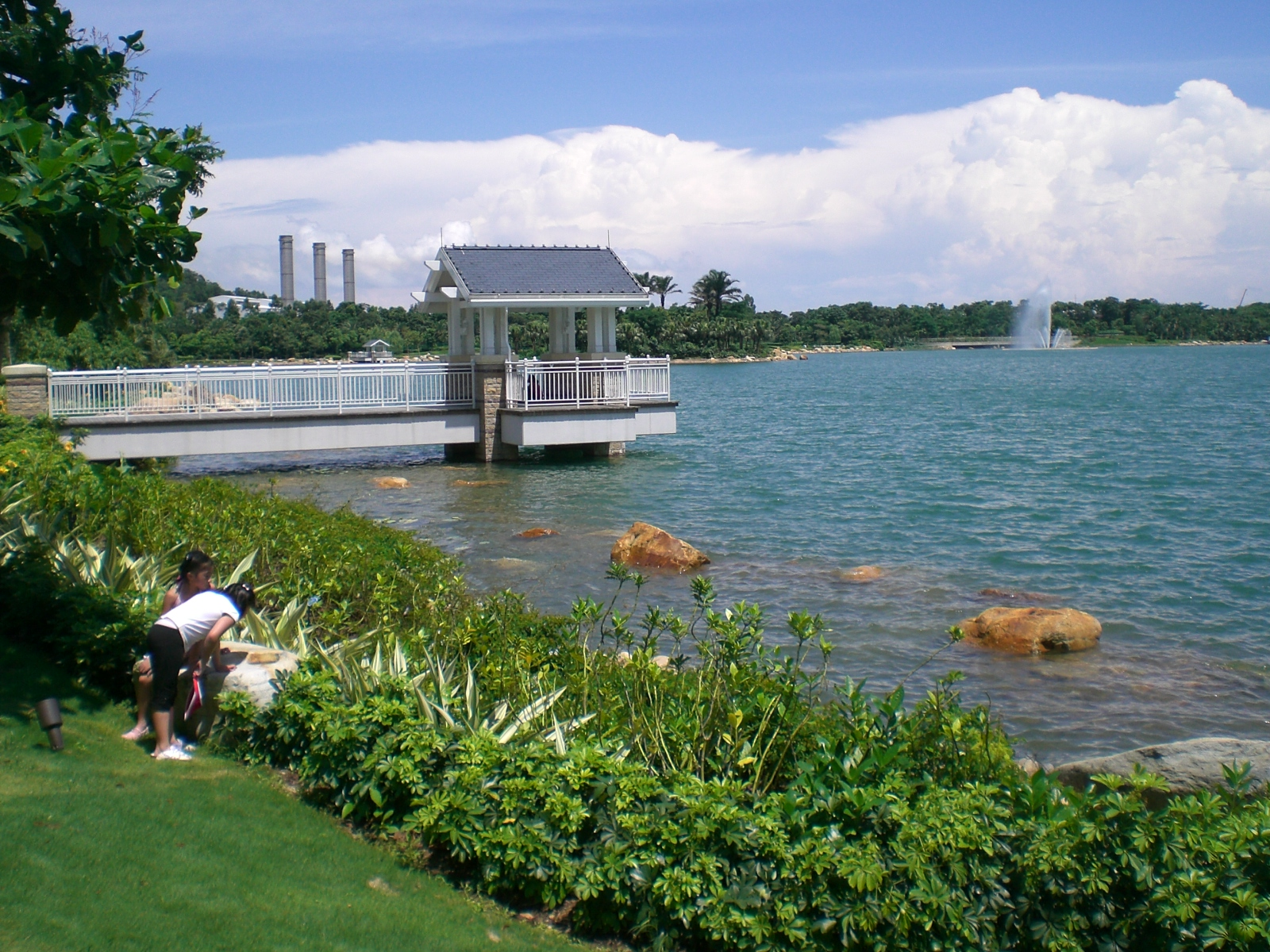
ТЭС Penny’s Bay

CLP Group (中電集團) — крупнейшая энергетическая корпорация Гонконга, также имеющая активы в Китае, Индии, Австралии, Таиланде, Лаосе, на Тайване и Филиппинах. Крупнейшим акционером CLP Group является семья Кадури, которой также принадлежит группа Hongkong and Shanghai Hotels (гостиничная сеть The Peninsula Hotels, шикарный жилой комплекс The Repulse Bay, торговый центр Peak Tower и фуникулер Peak Tram, ведущий на Пик Виктории).

## История
Компания основана в 1901 году как China Light and Power Company на деньги Shewan, Tomes & Co. и еврейской семьи Кадури. В 1903 году China Light and Power ввела в эксплуатацию свою первую электростанцию и с 1919 года начала с помощью фонарей освещать улицы Коулуна. В 1979 году компания приступила к поставкам электроэнергии из Китая в Гонконг, в 1996 году создала с тайваньской компанией Taiwan Cement Corp теплоэлектростанцию, в 1998 году купила часть акций тайской Electricity Generating Public Co, в 2001 году — австралийскую Yallourn Energy, в 2002 году — индийскую Gujarat Paguthan Energy Corp, в 2005 году — австралийскую TRUenergy. По состоянию на март 2011 года в CLP Holdings работало 6 тыс. человек, рыночная стоимость корпорации составляла почти 20 млрд долларов, а продажи — более 7,5 млрд долларов.

## Структура
В Гонконге CLP управляет тремя теплоэлектростанциями — Black Point и Castle Peak в округе Тхюньмунь (совместно с американской корпорацией ExxonMobil) и Penny’s Bay в округе Чхюньвань. В Китае CLP имеет интересы в АЭС Daya Bay в Шэньчжэне (совместно с китайской корпорацией Guangdong Nuclear Power Group), гидроэлектростанции в пригороде Гуанчжоу и теплоэлектростанции в Гуанси. В Индии CLP управляет теплоэлектростанциями в Гуджарате и Харьяне, а также несколькими ветроэлектростанциями.

## Активы за пределами Гонконга
CLP стремится расшириться за пределы своего родного Гонконга, добиваясь этого путем слияний и поглощений. Рынки за пределами Гонконга, на которые она вышла, включают Австралию (через EnergyAustralia), Индию, материковый Китай, Юго-Восточную Азию и Тайвань. В 1990-е годы началась экспансионистская деятельность по слияниям и поглощениям: в период с 1996 по 2005 год CLP приобрела шесть компаний. В 1996 году компания создала совместные предприятия с Taiwan Cement Corporation, в 1998 году получила долю в Thai Electricity Generating Public (Таиланд), в 2001 году приобрела австралийскую компанию Yallourn Energy, а в 2002 году — индийскую компанию Gujarat Paguthan Energy Corporation. Позже компания расширила свою деятельность в Австралии, основав в 2005 году дистрибьюторскую TXU Merchant Energy.